# En argonaut i Klondike
En argonaut i Klondike är kapitel 8 i seriesviten Farbror Joakims liv (The Life and Times of $crooge McDuck), författad och tecknad av Don Rosa. Utspelar sig 1897.

## Handling
Joakim gräver guld i Klondike. Till slut hittar han en jättestor guldklimp, den s.k. Gåsäggsklimpen.